# اوکروسکدی (متیسپیری)
اوکروسکدی (گرجی: ოქროსქედი) یک روستا در شهرداری ازورگتی ناحیه گوریا در غرب گرجستان است.